# Pavel Dolgoroekov

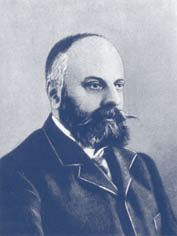
Pavel Dolgoroekov

Pavel Dimitrijevitsj Dolgoroekov (Russisch: Павел Дмитриевич Долгоруков) (Poesjkin (Tsarskoje Selo), 1 mei 1866 - Moskou of Charkov, 10 juli 1927) was een Russisch liberaal politicus en knjaz.

## Levensloop
Prins (knjaz) Pavel Dolgoeroekov stamde uit het geslacht Dolgoroeki, een van de oudste adellijke families van Rusland. Hij studeerde wiskunde aan de Staatsuniversiteit van Moskou en promoveerde in 1890. Na zijn studie woonde hij op zijn landgoed te Moskou en was een bekende in liberale kringen en schreef artikelen voor liberale kranten.
Pavel Dolgoroekov was lid van de zemstvo (regionale raad) van Moskou en in oktober 1905 was hij een van de oprichters van de liberale Constitutioneel-Democratische Partij (KDP, beter bekend als de Kadettenpartij). De Kadettenpartij werd geleid door verlichte lieden, al dan niet van adellijke afkomst, en was warm voorstander van een parlementaire democratie. Van 1911 tot 1915 was Dolgoroekov lid van het centraal comité van de Kadettenpartij.
Pavel Dolgoroekov werd in de eerste (1906), tweede (1907), derde (1907) en vierde (1911) Staatsdoema gekozen. Hij was vicevoorzitter van de eerste Staatsdoema (27 april - 8 juli 1906) en nadien o.a. fractievoorzitter van de Kadettenpartij.
Aanvankelijk een pacifist, werd hij tijdens de Eerste Wereldoorlog een groot voorstander van de Russische oorlogsdoelen en leidde hij een Rode Kruiseenheid aan het Galicische front.
Na de Oktoberrevolutie, die de bolsjewieken aan de macht bracht, werd Dolgoroekov in Petrograd gearresteerd en opgesloten in het Peter en Paulfort. Later kwam Dolgoroekov - inmiddels een berooid edelman - vrij en, vluchtte hij naar het zuiden van Rusland, waar hij zich aansloot bij de Witten van Lavr Kornilov en Anton Denikin. Ondanks alle militaire nederlagen van de Witten bleef Dolgoroekov strijdbaar. Samen met generaal Pjotr Wrangel en de restanten van het Witte Leger trok hij zich terug op de Krim. Na de evacuatie van de Witten woonde hij enkele jaren in Belgrado.In 1925 ging hij in het geheim de Sovjet-Russische grens over, maar werd door de Tsjeka (geheime politie) aangehouden. De Tsjekisten herkenden hem niet en lieten hem na enige tijd weer gaan. In 1927 stak hij weer de grens over en werd opnieuw gearresteerd. Deze keer herkende de Tsjeka hem wel.
Pavel Dolgoroekov werd door de Sovjetautoriteiten in verband gebracht met de moord (7 juni 1927) op de ambassadeur van de Sovjet-Unie in Polen, Pjotr Vojkov. Samen met 19 andere Russische aristocraten werd Dolgoroekov op 10 juli van dat jaar geëxecuteerd.

## Familie
Prins Pavel Dolgoroekov was de zoon van prins Dimitri Nikolajevitsj Dolgoroekov en prinses Nathalia Dolgoroeki Vladimirovna, geb. gravin Orlova-Davidovna.